# ヒア アフター
『ヒア アフター』（原題: Hereafter）は、2010年のアメリカ合衆国のファンタジー・ドラマ映画。監督はクリント・イーストウッド、脚本ピーター・モーガン、出演はマット・デイモンとセシル・ドゥ・フランスなど。
2010年9月に開催された第35回トロント国際映画祭で初上映された。

## ストーリー
あるとき、フランスの女性ジャーナリストのマリー・ルレ（セシル・ドゥ・フランス）は、恋人とともに訪れた東南アジアのリゾート地で、突然当地を襲った津波に飲み込まれてしまった。眼の前に繰り広げられた無残で唐突な死、そして薄れゆく意識の中で見た不思議なビジョン。さいわい彼女は無事に生還することができたが、その時の臨死体験の衝撃を忘れることができず、フランスに帰ったあとも死後の世界をつよく意識するようになっていた。しかしオカルティズムへの傾倒によってジャーナリストとしてのバランス感覚を疑われるようになり、出演していたニュース番組からの降板をはじめ、しだいに多くのポジションを失っていく。生死を共にしたはずの恋人との関係も急速に冷めていった。
一方、ロンドンに住む少年マーカス（フランキー・マクラレン/ジョージ・マクラレン）は、愛する双子の兄を不幸な事故で亡くし、その悲しみから立ち直れずにいた。父はなく母も薬物に溺れて育児を放棄。更生施設に入るため、彼の元を去っていった。マーカスは里親に引き取られたあともだれにも心を開かず、兄との再会だけを望んで霊能力者を探してあるいていた。
そんなころ、アメリカ人のジョージ（マット・デイモン）は、かつて本物の霊能者として知られた人物だったが、今は自分の能力を持て余し、むしろ嫌悪して、霊能に背を向けた毎日を過ごしていた。兄はその力を才能と褒め称えるが、当人にとっては呪いにも等しかった。何故なら彼はその力を示したばかりに友情が崩れてしまった苦い記憶があり、だれとも深い関係を作ることができなくなって、孤独の中で暮らしていたからだ。
死後という特殊な世界にとりつかれたこの3人は、やがて運命に導かれ、ロンドンで出会うことになる。

## キャスト
ジョージ・ロネガン
演 - マット・デイモン、日本語吹替え - 内田夕夜
アメリカ人霊能者。サンフランシスコ在住。工場勤務。
ディケンズ作品が好きでデレク・ジャコビによる朗読を聴くのが趣味。
マリー・ルレ
演 - セシル・ドゥ・フランス、日本語吹替え - 小林さやか
フランス人ジャーナリスト。津波で臨死体験をする。
後に臨死体験に関する書籍を出版し、ロンドンで朗読会を行なうことになる。
マーカス／ジェイソン
演 - フランキー・マクラレン/ジョージ・マクラレン、日本語吹替え - 小林由美子
ロンドンに住む一卵性の双子。おしゃべりな兄ジェイソンが交通事故で急死。
遺された無口な弟マーカスは母親が薬物中毒のため里子に出される。
ビリー・ロネガン
演 - ジェイ・モーア、日本語吹替え - 根本泰彦
ジョージの兄。ジョージの能力で商売をしたがっている。
メラニー
演 - ブライス・ダラス・ハワード、日本語吹替え - 大坂史子
ジョージが料理教室で知り合った女性。
ルソー博士
演 - マルト・ケラー
臨死体験を研究している医師。マリーに助言する。
ディディエ
演 - ティエリー・ヌーヴィック
マリーの恋人。テレビ局の報道番組のディレクター。
デレク・ジャコビ
演 - 本人、日本語吹替え - 糸博
ジョージの好きな朗読の声の主。
※日本語吹替は英語の会話のみ吹き替えられており、フランス語の会話は原語流用となっている。

## 評価
Rotten Tomatoesでは200のレビューで46%の支持率で、平均点は10点満点で5.8点となった。
ナショナル・ボード・オブ・レビューの2010年の映画トップ5に選ばれた。また、第83回アカデミー賞では視覚効果賞にノミネートされた。

## 日本での公開
本作は日本では2011年2月19日からワーナー エンターテイメント ジャパンが公開していたが、同年3月11日に発生した東北地方太平洋沖地震を受けて、3月14日に、同日限りで本作の上映を中止すると発表した。その後、同年10月5日にBlu-ray・DVDが発売されたが、演出上津波の描写が含まれている事を注意喚起した上で発売している。震災の影響とはいえ、近年の洋画作品の中では劇場公開からソフト化までのスパンが長くなっている。映像ソフトの売り上げの一部は日本赤十字社を通して義援金として寄付される予定である。

## 東北地方太平洋沖地震 被災者への義援金
全米では2011年3月15日に本作のDVDがワーナー・ブラザース・ホーム・エンターテイメント・グループからリリースされたが、同社はその収益の一部を東日本大震災で被災した人々のための義援金として寄付することを発表した。金額は関係者によれば100万ドル前後になりそうだという。その発表に際し、イーストウッド監督は「日本の人々に手を差しのべようという試みにワーナー・ブラザースとともに参加できてうれしい」との声明を発表した。